# 양주 요금소
양주 요금소(楊州料金所, Yangju TG)는 경기도 양주시 장흥면 일영로501번길 373-63에 위치한 수도권제1순환고속도로 본선 상의 요금소와 세종포천고속도로 동두천(양주)연결구간 양주 나들목의 진출입로에 있는 양주 요금소로 나뉜다. 여기에서 말하는 양주 요금소는 수도권제1순환고속도로 본선 상의 요금소를 말한다.
이 요금소는 통일로 나들목에서 동쪽으로 약 3.1km 떨어진 곳에 있으며, 2006년 6월 30일 서울외곽순환고속도로 민자 구간이 개통하면서 영업을 개시했다. 2010년 8월 23일 경기도에서 경기순환버스 노선을 신설하면서 이 버스가 정차하는 버스 정류장이 설치되었다. 서울외곽순환고속도로 민자 구간을 운영하는 서울고속도로 본사가 이 곳에 위치하고 있다. 관리는 서울고속도로 양주영업소에서 하고 있다. 2015년 2월 17일에 양주 요금소 인근에 고양 방향으로 양주휴게소가 개장하였다.

## 연혁
- 2006년 6월 30일 : 서울외곽순환고속도로 일산 ~ 송추 구간 개통과 함께 영업 개시[1]
- 2010년 8월 23일 : 경기순환버스 노선 신설로 요금소 도로변에 환승 정류소 설치
- 2015년 2월 17일 : 양주휴게소 개장[2]

## 양주휴게소
양주휴게소(楊州休憩所, Yangju Service area)는 경기도 양주시 장흥면 수도권제1순환고속도로 58 (삼하리)에 위치한 수도권제1순환고속도로의 고속도로 휴게소 (간이 휴게소)이다. 그동안 수도권제1순환고속도로에 휴게소와 같은 편의 시설이 부족하다는 지적에 따라 서울외곽순환고속도로 북부 민자 구간에 처음으로 개장한 간이 휴게소이다. 고양 방향에만 설치되어 있다.

### 시설
- 브랜드매장 : 미니스톱 (편의점), 맥도날드 (패스트푸드), 드롭탑 (커피숍), 비어드파파 (빵집)
- 정유소, LPG 충전소 : SK에너지 (일산방향)
- 경정비소 : 없음
- 화물휴게소 : 없음
- 대표음식 : 소고기국밥, 해물된장찌개, 등심돈까스, 치즈돈까스, 오색비빔밥, 맛라면, 떡만두라면, 유부우동, 꼬치어묵우동, 물냉면, 비빔냉면
- 북위 37° 40′ 45″ 동경 126° 54′ 57″ / 북위 37.679130°  동경 126.915893°

### 전후
- 송추 나들목 → 양주 요금소·양주휴게소 → 통일로 나들목
- 구리휴게소 → 양주 요금소·양주휴게소 → 시흥하늘휴게소

## 교통량 정보
아래 정보는 월간 교통량을 일간 교통량으로 환산한 것이다.
| 구간          | 통행량 (대/일) | 통행량 (대/일) | 통행량 (대/일) | 통행량 (대/일) | 통행량 (대/일) | 통행량 (대/일) | 통행량 (대/일) | 통행량 (대/일) | 통행량 (대/일) | 통행량 (대/일) | 통행량 (대/일) | 통행량 (대/일) | 통행량 (대/일) | 통행량 (대/일) | 각주  |
| 구간          | 2001년         | 2002년         | 2003년         | 2004년         | 2005년         | 2006년         | 2007년         | 2008년         | 2009년         | 2010년         | 2011년         | 2012년         | 2013년         | 2014년         | 각주  |
| ------------- | -------------- | -------------- | -------------- | -------------- | -------------- | -------------- | -------------- | -------------- | -------------- | -------------- | -------------- | -------------- | -------------- | -------------- | ----- |
| 양주 → 통일로 | 미개통         | 미개통         | 미개통         | 미개통         | 미개통         | 10,596         | 14,456         | 27,184         | 34,936         | 39,085         | 39,718         | 40,452         | 42,994         | 45,864         | [ 4 ] |
| 통일로 → 양주 | 미개통         | 미개통         | 미개통         | 미개통         | 미개통         | 12,846         | 16,535         | 29,490         | 38,021         | 42,569         | 42,806         | 42,509         | 45,388         | 48,804         | [ 4 ] |
| 양주 → 송추   | 미개통         | 미개통         | 미개통         | 미개통         | 미개통         | 12,952         | 16,345         | 29,339         | 37,858         | 42,436         | 42,709         | 43,199         | 44,965         | 48,262         | [ 4 ] |
| 송추 → 양주   | 미개통         | 미개통         | 미개통         | 미개통         | 미개통         | 10,893         | 14,406         | 26,917         | 34,592         | 38,682         | 39,357         | 40,613         | 42,585         | 45,693         | [ 4 ] |